# 悉尼 (印第安納州)
悉尼（英語：Sidney）是一個位於美國印第安纳州科西阿斯科縣的城鎮。

## 人口
根據2010年美國人口普查的數據，悉尼的面積為0.33平方千米，當中陸地面積為0.32平方千米，而水域面積為0.01平方千米。當地共有人口83人，而人口密度為每平方千米252人。